# Дейв Бекш
Девід Найзам Бекш (англ. David Nizaam Baksh; дата народження 26 липня 1980 року) — більш відомий як Дейв «Brownsound» Бекш — ведучий гітарист та вокаліст хеві-метал/регі групи The Brown Brigade, та гітарист/бек-вокаліст експериментальної соул-рок-групи Organ Thieves, але більш відомий як колишній гітарист канадської панк-групи Sum 41.

## Ранні роки
Першою піснею, яку виконав Дейв, була «Caught in a Mosh» групи Anthrax. На музичний стиль Бекша вплинули такі групи, як Anthrax, Megadeth та Metallica. Пізніше, в середній школі, він зустрів Дерріка Уіблі та Стіва Джокса. Згодом Дейв кинув школу, оскільки вважав, що це єдина річ, яка стримує його від музики.

## Особисте життя
Бекш народився в Торонто, Онтаріо, як і його друзі, учасники групи Sum 41 Деррік Уіблі, Джейсон МакКеслін та Стів Джокс. Його дружину звати Дженіфер Бекш, вона працює в зоопарку міста Торонто.

## Професійна кар'єра

### Sum 41 (1996—2006)
Дейв приєднався до групи Sum 41 третім по рахунку, після того як Деррік Уіблі та Стів Джокс заснували групу в 1996 році. Він став ведучим гітаристом в групі та був на бек-вокалі. Дейв грав на гітарах фірми Paul Reed Smith McCarty Double Cut Solid body, Paul Reed Smith Single Cuts та Gibson Les Pauls, Gibson X-Plorers studio. Він використовує струни Dean Markley. Дейв казав, що його улюблені пісні в групі це «Mr. Amsterdam», «Machine Gun», «Pain For Pleasure» та «The Bitter End». В групі в нього з'явився псевдонім «Brownsound». 11 травня 2006 року Дейв Бекш оголосив про свій вихід з групи Sum 41, щоб почати роботу над своєю новою групою Brown Brigade. Вихід Бекша стався через дві причини: по-перше, йому набридло грати панк, він хотів грати справжній класичний метал. В своїй групі Brown Brigade він ведучий соліст та гітарист. По друге, Дейв хотів займатись саме тією справою яку він любить - музикою. З його слів, в Sum 41 все стало по іншому, не так як раніше. Тепер все схоже на гонку за популярністю. Різноманітні TV-шоу, та інша комерція чи інша дурня не давали йому почуватись «в своїй тарілці», займатись тим, чого він дійсно хоче.

### Цікаві факти
27 березня 2008 року в Торонто Дейв вийшов на сцену разом з Sum 41 та виконав пісню «Pain For Pleasure». Це дуже здивувало численних фанатів Sum 41 та викликало бурхливу (позитивну) реакцію з їх сторони.
Також недовго Дейв був продюсером канадської поп-панк-групи Outspoken.

### The Brown Brigade (2006—2008)
11 травня 2006 року Бекш повідомив що покидає групу Sum 41. Після альбому Chuck Дейв вирішив, що більше не буде затримуватися в Sum 41, а зосередиться на створенні своєї групи Brown Brigade, яку він заснував разом з своїм кузеном Воном, який грає на бас-гітарі.
Дебютний альбом Brown Brigade «Into the Mouth of Badd(d)ness» випущено 18 вересня 2007 в Канаді та Японії ставши більш-менш успішним. Хоча в США він не виходив і не приніс групі слави за межами цих країн.
Бекш заявив що група працює над новими піснями які будуть безплатно доступні на сайті групи. Нові пісні на відміну від попередніх будуть різножанрові, наприклад: панк, фанк, регі, а не метал як це було в першому альбомі. На даний момент подальше майбутнє групи під питанням.

### The Organ Thieves (2008-дотепер)
В середині 2008 року Дейв приєднався до нової групи The Organ Thieves. Тут він є гітаристом та бек-вокалістом. Жанр групи, самі учасники називають, Lyrical / Experimental / Live Electronics/ Soul Rock. На даний момент у групи є записано демо-матеріал (доступний на офіційному сайті та на сторінці групи в Myspace), з яким вони успішно виступають в Торонто та в містах поблизу. Найближчим часом «органи» збираються випустити альбом, який зараз продюсується Грегом Норі (ex Treble Charger). Грег працював з Дэйвом ще в часи Sum 41 (1998—2006)
Назва нового альбому уже відома — «Somwhere between freemen and slaves»